# 克里斯·达德利
克里森·吉尔福德·达德利（英語：Christen Guilford Dudley，1965年2月22日—），美国NBA联盟前职业篮球运动员。他在1987年的NBA选秀中第4轮第6顺位被克里夫兰骑士选中。